# Mercedes-Benz MB Trac 1600 turbo
Le Mercedes-Benz MB Trac 1600 turbo est un tracteur agricole produit par Mercedes-Benz.
D'une puissance de 156 ch DIN, il fait partie de la gamme MB Trac. Proposé sur le marché en 1987, il est construit à 1 072 exemplaires lorsque Mercedes-Benz décide en 1991 d'arrêter la production de tous les modèles de la gamme.

## Historique

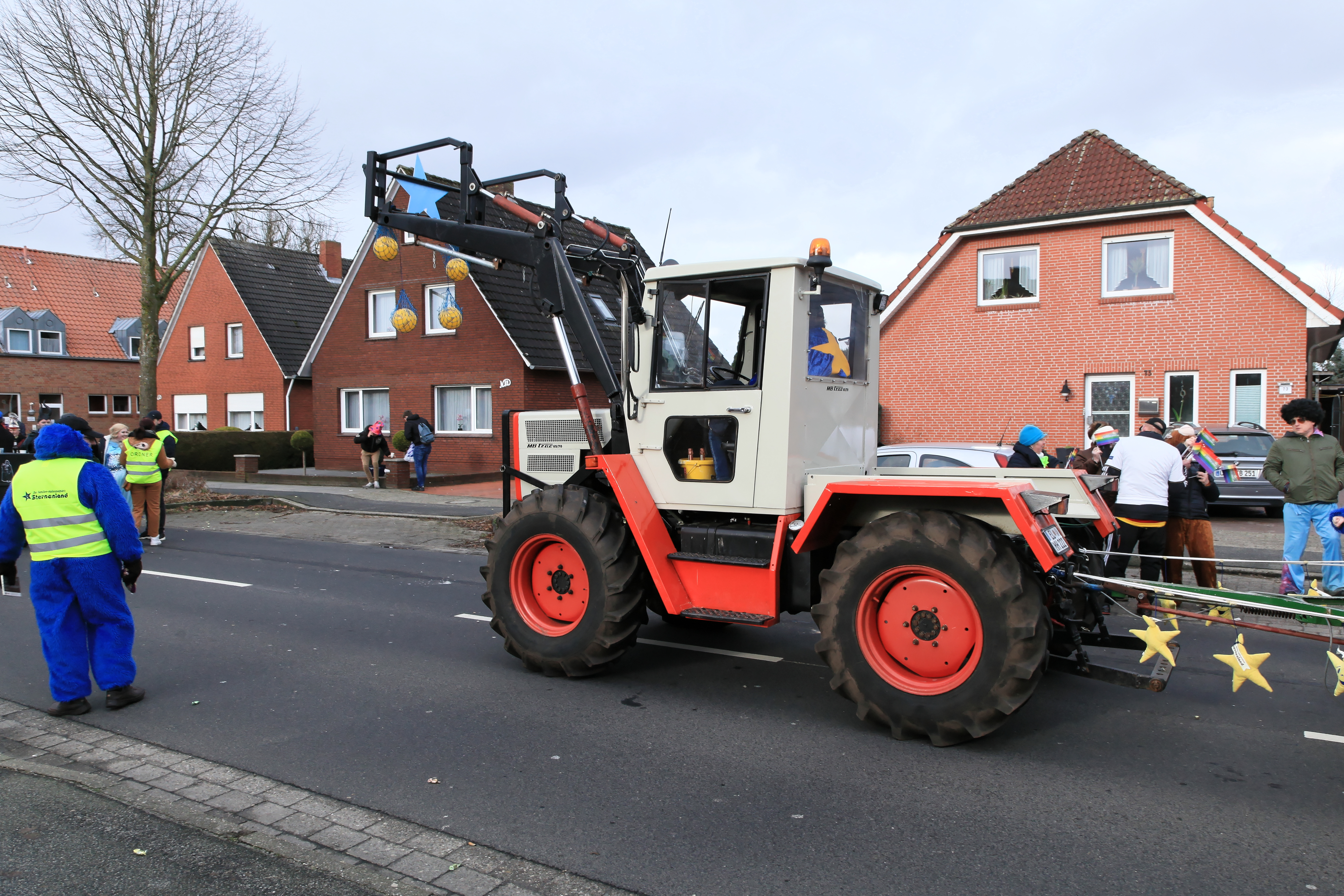
MB Trac 65/70.

C'est en 1972 que Mercedes-Benz présente le MB Trac 65/70, premier modèle d'une gamme de tracteurs basée sur le concept d'engins polyvalents, utilisables ou porte-outils et dotés de bonnes capacité routières.
La gamme s'étoffe et se diversifie progressivement. En 1987 apparaît la dernière évolution de cette gamme, désormais scindée en deux groupes : trois modèles équipés de moteur à quatre cylindres et trois modèles plus puissants avec un moteur à six cylindres. C'est à ce dernier groupe qu'appartient le MB Trac 1600 turbo, entre les 1400 et 1800, trois modèles strictement identiques exception faite des réglages du moteur.
Pour des raisons économiques et stratégiques, Mercedes-Benz décide d'arrêter la production de tous les modèles MB Trac en décembre 1991, refusant des commandes. La production du MB Trac 1600 turbo par Mercedes-Benz cesse avec le 1 072e exemplaire construit. Les droits sont rachetés par d'autres entreprises, dont Doppstadt qui tente de relancer la production, mais sans succès.

## Caractéristiques

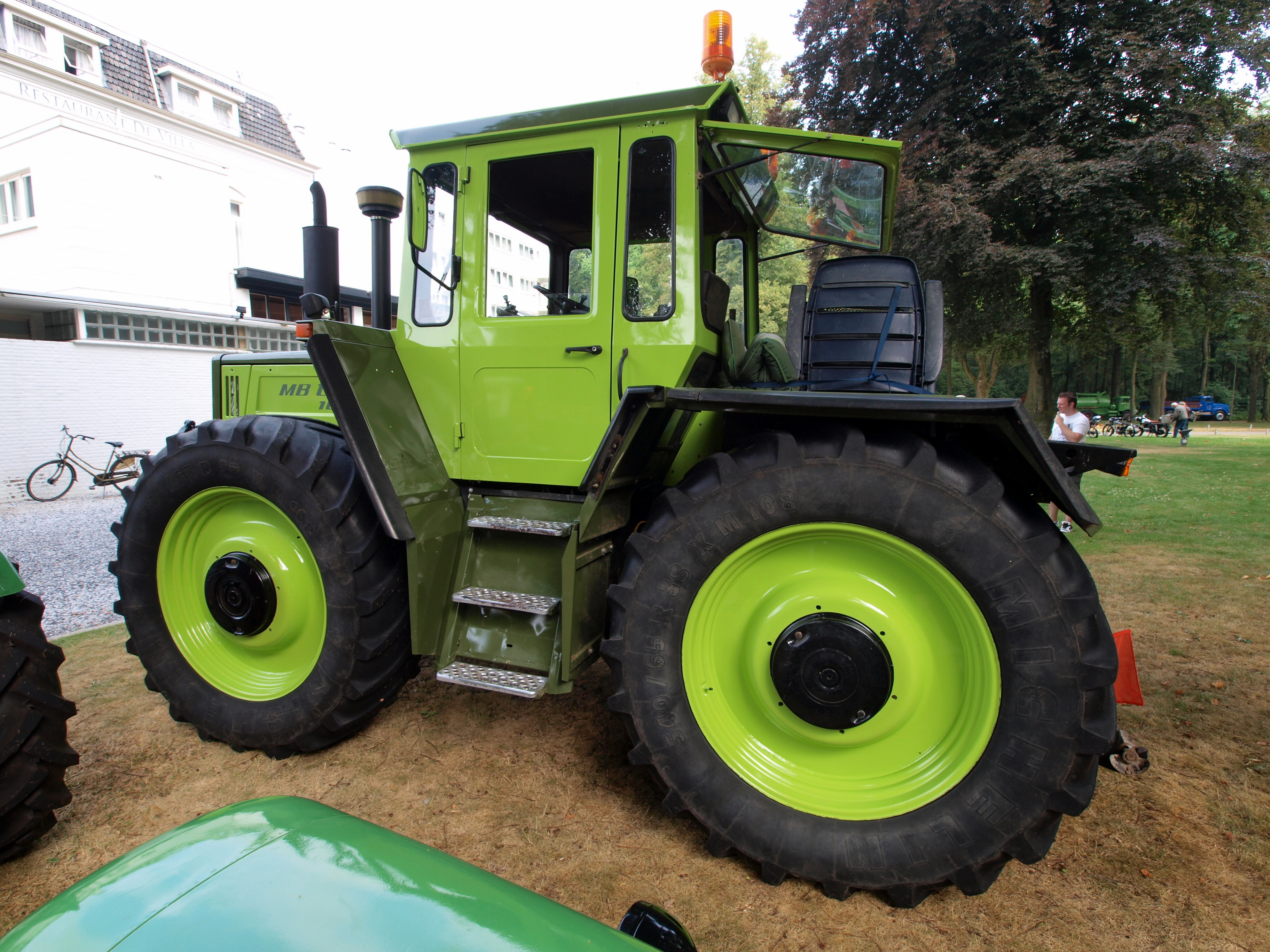
Vue latérale.

Comme tous les modèles de la gamme, le MB Trac 1600 turbo est bâti sur le concept de l'Unimog avec un châssis supportant quatre roues motrices de taille égale.
Le MB Trac 1600 est motorisé par un nouveau groupe fabriqué par Mercedes-Benz. Ce Moteur Diesel à six cylindres (alésage de 97,5 mm pour une course de 133 mm) en ligne, à injection directe, possède une cylindrée totale de 5 958 cm3. Équipé d'un turbocompresseur, il développe une puissance maximale de 156 ch DIN au régime de 2 400 tr/min.
Le tracteur est équipé, de série, d'une boîte de vitesses à huit rapports et d'un inverseur, ce qui lui confère les mêmes performances dans les deux sens de marche, avec une vitesse maximale de 60 km/h. Toutefois, en raison des réglementations propres à chaque pays, le huitième rapport (vitesse limitée à 40 km/h), voire les septième et huitième rapports (vitesse limitée à 30 km/h) peuvent être verrouillés.
Le MB-Trac 1600 turbo est équipé, à l'arrière, d'un relevage d'une capacité de 6,5 tonnes et d'une prise de force tournant à 540/1000 tr/min. Pour accroître sa polyvalence, il peut recevoir le même type d'équipement à l'avant, avec des performances moindres cependant. Exception faite de la direction, hydrostatique, toutes les commandes sont asservies pneumatiquement.
La cabine de conduite est spacieuse, montée sur silentblocs, mais sa forme carrée ne favorise pas son insonorisation. À l'intérieur, le siège du conducteur et les principales commandes peuvent pivoter à 180° pour favoriser la conduite du tracteur dans les deux sens de la marche. En raison de sa position, le conducteur dispose d'une excellente visibilité. L'essieu avant est suspendu, ce qui garantit un bon confort lors de la circulation sur route.
La masse à vide en ordre de marche du tracteur est de 6 320 kg, avec une répartition idéale des masses de 50 % sur chaque essieu lorsque le tracteur est en charge.